# Juniper Lee
Juniper Lee (engleză The Life and Times of Juniper Lee) este un serial american de desene animate creat de Judd Winick pentru Cartoon Network și produs de Cartoon Network Studios. Serialul a avut premiera pe 30 mai 2005 și s-a terminat pe 9 aprilie 2007.

## Premis
Juniper Lee este o fetiță de 11 ani cu o responsabilitate secretă: ea trebuie să lupte împotriva forțelor haosului, care se ascund pretutindeni.
În orice moment, ea trebuie să fie pregătită să plece de la școală sau de la petrecerea celei mai bune prietene ca să prindă și să disciplineze spiriduși sau gnomi care se distrează făcând năzbâtii.

## Personaje
- Juniper Lee - În vârstă de 11 ani, June are puteri fără egal: superforță, superviteză și o pricepere considerabilă în materie de magie. Dar o dată cu aceste puteri, ea a primit și răspunderea de a menține echilibrul între omenire și lumea magiei.
- Ray Ray - Fratele de 8 ani al lui June este neînfricat, nepăsător și se aruncă mereu cu capul înainte, când este vorba să dea de bucluc. Ca și sora lui, poate să vadă tot soiul de făpturi magice și să discute cu ele.
- Monroe - Monroe este un câine foarte bătrân, fermecat, care vorbește cu accent scoțian și știe foarte multe despre magie și istorie. Ursuz și bombănitor, el ar prefera să fie lăsat în pace, însă întotdeauna sfârșește prin a fi târât în joc.
- Ah-Mah - Inteligentă, la modă și sănătoasă tun, Ah-Mah (sau Jesmine cum îi spune Monroe) nu este doar bunica lui June, ci și prietena ei, care o învață foarte multe. Ea știe prin ce trece June și o ajută când dă de bucluc.
- Dennis - Dennis este fratele mai mare al lui June și Ray Ray, care stă cu ei doar când cântă în trupa lor rock. Nu are pic de magie în el și habar nu are de abilitățile lui June. Îi plac foarte mult jocurile video.
- Jody - Jody este vocea rațiunii în rândul prietenilor lui June. E majoretă, e cea mai isteață fată din școală, joacă întotdeuna după reguli și vede numai partea frumoasă a vieții. Este o prietenă adevărată pentru oricine.
- Ofelia - Ofelia, marea iubitoare de punk rock, are mereu ceva de spus și este foarte spectică. Părerile ei despre trupe muzicale, haine și muzică se schimbă aproape la fel de des ca și culoarea părului ei. Dacă o anumită chestie le place tuturor, ea a trecut de mult la altceva.
- Roger - Roger este un tăntălău, însă face mereu eforturi - zadarnice - să fie super și să preia ultima modă, indiferent care ar fi ea. Este întrucâtva adorabil, puțin enervant, nu foarte isteț și foarte... mă rog, Roger.
- Marcus - Arătos, relaxat și foarte popular, Marcus este un tip cool. Deși nu vrea să recunoască, June e îndrăgostită de el. În ciuda faptului că e un tip aparte, este prieten cu toată lumea și adesea o caută pe June.

## Episoade
| Premiera în România | N/o | Titlu român                             | Titlu englez                                                     |
| ------------------- | --- | --------------------------------------- | ---------------------------------------------------------------- |
|                     |     |                                         |                                                                  |
| PRIMUL SEZON        |     |                                         |                                                                  |
|                     |     |                                         |                                                                  |
| 07.11.2005          | 01  | E petrecerea ta și dacă vreau mă plâng  | It’s Your Party And I’ll Whine If I Want To                      |
|                     |     |                                         |                                                                  |
| 08.11.2005          | 02  | Se cere o captură                       | It Takes a Pillage                                               |
|                     |     |                                         |                                                                  |
| 09.11.2005          | 03  | Un păcălici în oraș                     | New Trickster In Town                                            |
|                     |     |                                         |                                                                  |
| 10.11.2005          | 04  | Ia mumia de unde nu-i                   | I’ve Got My Mind On My Mummy And My Mummy On My Mind             |
|                     |     |                                         |                                                                  |
| 11.11.2005          | 05  | Nu în curtea mea                        | Not In My Backyard                                               |
|                     |     |                                         |                                                                  |
| 14.11.2005          | 06  | '                                       | Enter Sandman                                                    |
|                     |     |                                         |                                                                  |
| 15.11.2005          | 07  | Ding Dong, Vrăjitoarea n-a pierit       | Ding Dong, The Witch Ain’t Dead                                  |
|                     |     |                                         |                                                                  |
| 16.11.2005          | 08  | '                                       | I’ll Get By With A Little Help From My Elf                       |
|                     |     |                                         |                                                                  |
| 17.11.2005          | 09  | Lumea vazuta prin interpretarea terorii | The World According To L.A.R.P.                                  |
|                     |     |                                         |                                                                  |
| 18.11.2005          | 10  | Magia isi ia vacanta                    | Magic Takes A Holiday                                            |
|                     |     |                                         |                                                                  |
| 21.11.2005          | 11  | '                                       | Take My Life, Please                                             |
|                     |     |                                         |                                                                  |
| 22.11.2005          | 12  | '                                       | Meet The Parent                                                  |
|                     |     |                                         |                                                                  |
| 23.11.2005          | 13  | '                                       | Monster Con                                                      |
|                     |     |                                         |                                                                  |
| SEZONUL 2           |     |                                         |                                                                  |
|                     |     |                                         |                                                                  |
| 01.05.2006          | 14  | '                                       | O Brother What Art Thou                                          |
|                     |     |                                         |                                                                  |
| 02.05.2006          | 15  | Juniper Lee si Halloween-ul             | It’s The Great Pumpkin, Juniper Lee                              |
|                     |     |                                         |                                                                  |
| 03.05.2006          | 16  | Marea evadare                           | The Great Escape                                                 |
|                     |     |                                         |                                                                  |
| 04.05.2006          | 17  | Ziua pozelor                            | Picture Day                                                      |
|                     |     |                                         |                                                                  |
| 05.05.2006          | 18  | Calitate de stea                        | Star Quality                                                     |
|                     |     |                                         |                                                                  |
| 08.05.2006          | 19  | Niciun Mitzvah ,fara zapada             | There’s No Mitzvah, Like Snow Mitzvah                            |
|                     |     |                                         |                                                                  |
| 09.05.2006          | 20  | '                                       | Bada Bing Bada Boomfist                                          |
|                     |     |                                         |                                                                  |
| 10.05.2006          | 21  | Aventurile Dadacii                      | Adventures in Babysitting                                        |
|                     |     |                                         |                                                                  |
| 11.05.2006          | 22  | Mi-a intrat pe sub piele                | I’ve Got You Under My Skin                                       |
|                     |     |                                         |                                                                  |
| 12.05.2006          | 23  | Bun Venit,lilieci vidra                 | Welcome Bat Otter                                                |
|                     |     |                                         |                                                                  |
| 15.05.2006          | 24  | Un spectacol de caini                   | Dog Show Afternoon                                               |
|                     |     |                                         |                                                                  |
| 16.05.2006          | 25  | Intalnire de vis                        | Dream Date                                                       |
|                     |     |                                         |                                                                  |
| 17.05.2006          | 26  | Monstri de la petrecere                 | Party Monsters                                                   |
|                     |     |                                         |                                                                  |
| SEZONUL 3           |     |                                         |                                                                  |
|                     |     |                                         |                                                                  |
| 12.05.2007          | 27  | Cine e tatăl tău?                       | Who’s Your Daddy?                                                |
|                     |     |                                         |                                                                  |
| 13.05.2007          | 28  | Apa pentru care luptăm                  | Water We Fighting For?                                           |
|                     |     |                                         |                                                                  |
| 19.05.2007          | 29  | '                                       | Feets Too Big                                                    |
|                     |     |                                         |                                                                  |
| 20.05.2007          | 30  | '                                       | Citizen June                                                     |
|                     |     |                                         |                                                                  |
| 26.05.2007          | 31  | '                                       | Make Me Up Before You Go-Go                                      |
|                     |     |                                         |                                                                  |
| 27.05.2007          | 32  | '                                       | Out of the Past                                                  |
|                     |     |                                         |                                                                  |
| 09.06.2007          | 33  | '                                       | Sealed With a Fist                                               |
|                     |     |                                         |                                                                  |
| 10.06.2007          | 34  | '                                       | Little Big Mah                                                   |
|                     |     |                                         |                                                                  |
| 16.06.2007          | 35  | '                                       | Te Xuan Me?                                                      |
|                     |     |                                         |                                                                  |
| 17.06.2007          | 36  | '                                       | Food For Naught                                                  |
|                     |     |                                         |                                                                  |
| 23.06.2007          | 37  | '                                       | A Helping H.A.M.                                                 |
|                     |     |                                         |                                                                  |
| 24.06.2007          | 38  | '                                       | The Kids Stay in the Picture                                     |
|                     |     |                                         |                                                                  |
| 30.06.2007          | 39  | '                                       | Every Witch Way But Loose                                        |
|                     |     |                                         |                                                                  |
| EPISOADE SPECIALE   |     |                                         |                                                                  |
|                     |     |                                         |                                                                  |
|                     | 40  |                                         | June’s Egg-cellent Adventure: Juniper Lee Meets the Easter Bunny |
|                     |     |                                         |                                                                  |
| SCURT-METRAJE       |     |                                         |                                                                  |
|                     |     |                                         |                                                                  |
|                     | S1  |                                         | Monsters in My Potion                                            |
|                     |     |                                         |                                                                  |
|                     | S2  |                                         | The Bus Stop                                                     |
|                     |     |                                         |                                                                  |
|                     | S3  |                                         | Just a Second                                                    |
|                     |     |                                         |                                                                  |
|                     | S4  |                                         | Nice Weather                                                     |
|                     |     |                                         |                                                                  |
|                     | S5  |                                         | Beach Blanket Monroe                                             |
|                     |     |                                         |                                                                  |
|                     | S6  |                                         | Big Monster in My Backyard                                       |
|                     |     |                                         |                                                                  |